# Aedh d'Escòcia
Aedh d'Escòcia (gaèlic escocès: Áed mac Cináeda, mort el 878) fou rei d'Escòcia, germà i successor de Constantí I. Va vèncer el seu rival Cyric, però fou mort a Strathallen pel picte Eochaid d'Escòcia, nebot seu.